# Daniel Bacquelaine
Pour les articles homonymes, voir Bacquelaine.
 (mai 2019).
Si vous disposez d'ouvrages ou d'articles de référence ou si vous connaissez des sites web de qualité traitant du thème abordé ici, merci de compléter l'article en donnant les références utiles à sa vérifiabilité et en les liant à la section « Notes et références ».
Daniel Bacquelaine, né le 30 octobre 1952 à Liège, est un homme politique belge wallon et francophone, membre du MR.
De 2014 à 2020, il est ministre fédéral des Pensions.

## Biographie
Après ses études de médecine à l'Université de Liège, Daniel Marie Alain Bacquelaine s'installe à Chaudfontaine en qualité de médecin généraliste.
Parallèlement, il poursuit une carrière scientifique en qualité de Maître de stage en médecine générale. Auteur de nombreuses publications, il remplit des charges d'enseignement tant en Belgique qu’à l'étranger. Il est diplômé en Mésothérapie de l'Université de Bordeaux.
Daniel Bacquelaine est également Président de la Société Scientifique Belge de Mésothérapie. Il sera également Vice-Président de la Société internationale de Mésothérapie entre 1996 et 2003.
Il est membre de l'Assemblée parlementaire euroméditerranéenne et membre suppléant du Conseil interparlementaire consultatif du Benelux.
En décembre 2010, il se déclare candidat à la direction du MR. Lors de ce scrutin, il a recueilli près de 46 % des voix.
Daniel Bacquelaine possède la double nationalité belge et française.

## Carrière politique
À l'université, il s'implique dans les mouvements libéraux étudiants. En réactivant la FELU (Fédération des Étudiants Libéraux de Liège), il mène notamment la fronde contre un projet de réforme porté par les deux ministres de l'Éducation nationale de l'époque, le francophone Antoine Humblet et le flamand Herman De Croo.
Il commence sa carrière politique comme conseiller communal en 1983 à Chaudfontaine. Réélu en 1989, il devient Échevin des Finances, des Sports et du Thermalisme en 1989, avant de devenir Bourgmestre, le 8 octobre 1992 et Vice-Président de Liège-Métropole, la conférence des Bourgmestres de l'arrondissement de Liège.
Les élections communales de 1994, 2000, 2006 et 2012 seront à chaque fois des succès et renforceront d'élection en élection les scores électoraux de la liste MR•IC emmenée par Daniel Bacquelaine. Lors des élections communales de 2012, il décroche la majorité absolue de 17 sièges sur 27. En 2018 et 2024, la liste UP !, qu’il conduit, remporte à nouveau la majorité absolue.
Il est aussi Conseiller provincial de Liège de 1988 à 1994 et exerce la fonction de chef du groupe PRL de 1992 à 1994. Pendant cette période, il préside également la Commission Provinciale de Prévention des Assuétudes.
Au niveau fédéral, Daniel Bacquelaine se présente comme suppléant lors des élections législatives du 24 novembre 1991. Il entre à la Chambre de Représentants, le 20 juillet 1994, lors du départ de Jean Gol au Parlement européen. Il est réélu aux élections de 1995, 1999, 2003, 2007, 2010, 2014, 2019 et 2024. À la suite des élections du 13 juin 1999, Daniel Bacquelaine devient chef de groupe PRL-FDF-MCC, qui deviendra le groupe MR en 2002, de la Chambre des représentants.
Lors des élections fédérales du 25 mai 2014, au cours desquelles il conduit la liste MR à la Chambre en province de Liège, il réalise le meilleur score personnel (46.230 voix) toutes listes confondues.
Il quitte alors la fonction de Président de groupe et devient Ministre fédéral des Pensions, lors de la formation du gouvernement, le 11 octobre 2014.  
Réélu Député fédéral en mai 2019 et juin 2024, il a retrouvé les bancs du Parlement et ses fonctions de Bourgmestre de Chaudfontaine lors de la constitution du gouvernement présidé par Alexander De Croo, le 1er octobre 2020.
Il est à nouveau Président de la zone de police SECOVA depuis janvier 2021.
Il dirige le Centre Jean Gol, le centre d'étude du Mouvement Réformateur, dont il est l'Administrateur-délégué.
Président de la Fédération provinciale du MR de Liège de 2008 à 2021, Pierre-Yves Jeholet lui a succédé dans cette fonction le 22 novembre 2021.
Il est réélu député à la Chambre des représentants à la suite des élections législatives fédérales belges de 2024. Il s'agit de son 9e mandat.

### Scandale Nethys
En 2021, Daniel Bacquelaine est visé par le scandale Nethys,,, Il serait une des mains invisibles de cette affaire tout comme Pierre-Yves Jeholet et Fabian Culot. Pour le PS, les noms de Jean-Claude Marcourt, Muriel Targnion et Jean-Pierre Hupkens.

## Décorations
- Commandeur de l'ordre de Léopold (2019)[6].
- Chevalier de l'ordre de la Couronne.